# Fenestron

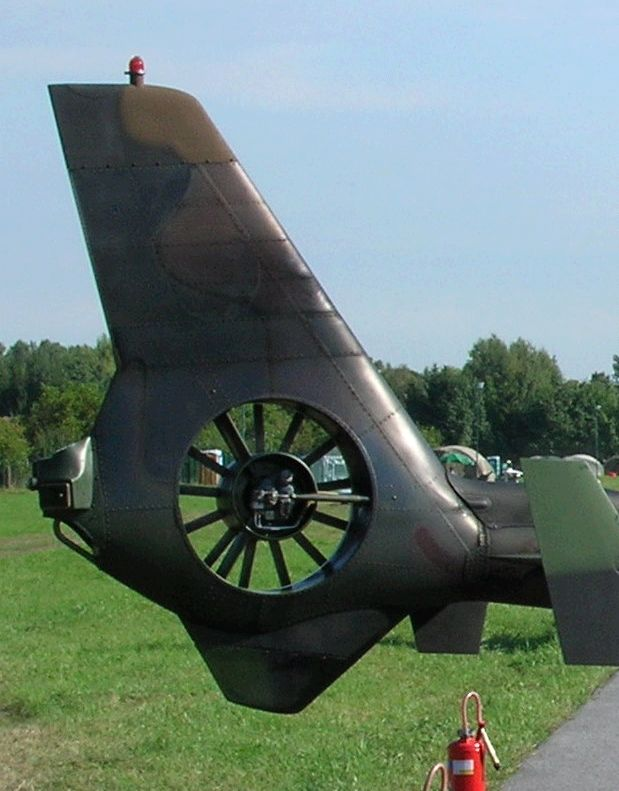
Primo piano del Fenestron che equipaggia un Aérospatiale SA 341 Gazelle

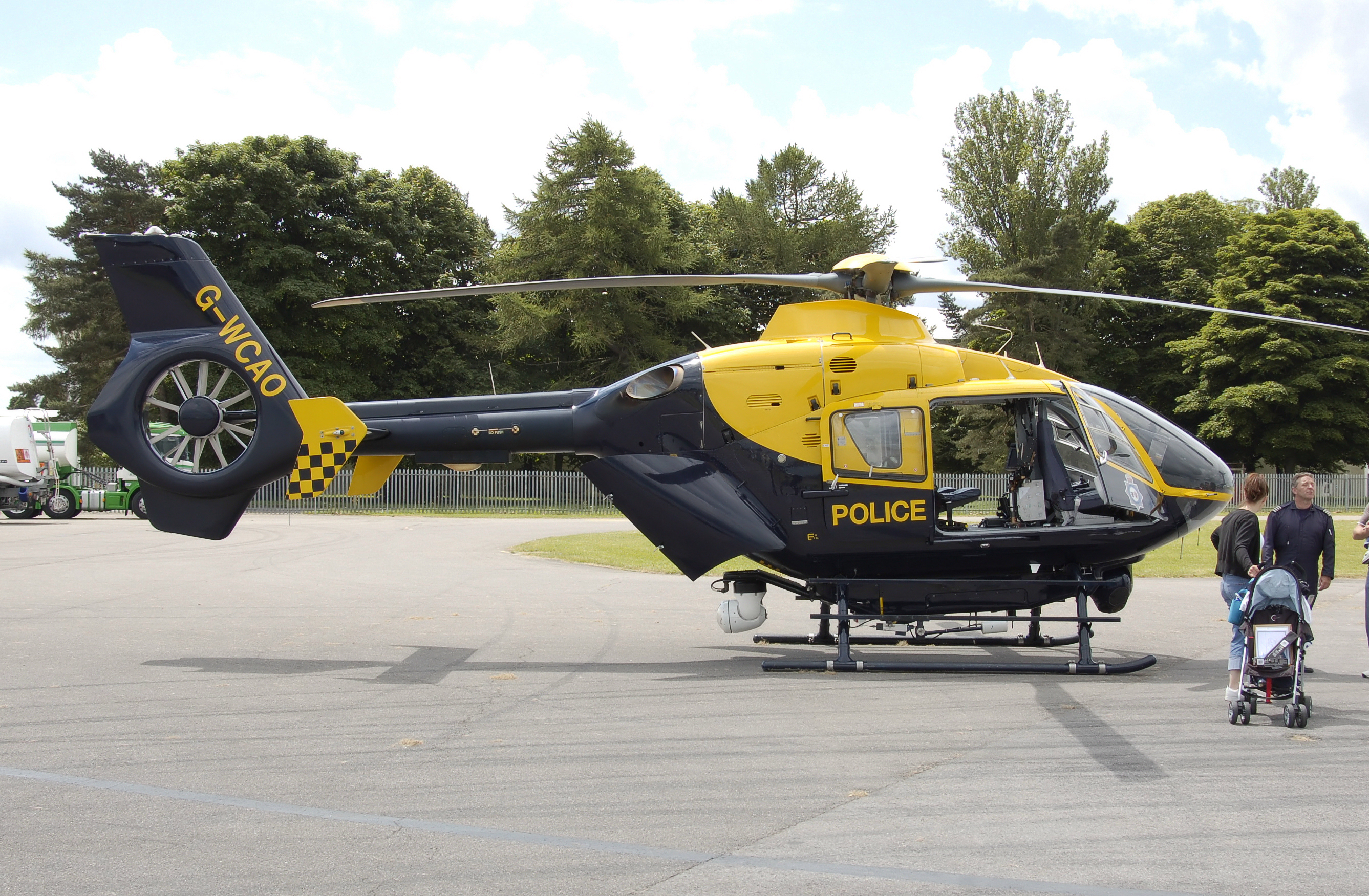
Il Fenestron presente nell'Eurocopter EC 135 T2 in dotazione alle forze di polizia inglesi

Il Fenestron è un particolare tipo di rotore di coda completamente integrato della parte terminale della trave di coda di un elicottero. Essenzialmente una ventola intubata, il Fenestron sostituisce nelle sue funzioni il rotore di coda, ovvero quella di generare una forza che bilanci la controcoppia del rotore principale.

## Sviluppo
Originariamente concepito negli anni sessanta dall'azienda francese Sud Aviation, il concetto venne sviluppato negli anni successivi dalla Société nationale industrielle aérospatiale (SNIAS) in cui confluirono, applicandolo al secondo prototipo dell'Aérospatiale SA 340 alla fine degli anni sessanta, per poi introdurlo con successo nella produzione in serie con il SA 341 Gazelle. Lo sviluppo e l'affinamento della tecnologia impiegata nella sua realizzazione crebbe con i modelli successivi fino ad essere adottata, dopo la fusione con la tedesca Daimler-Benz Aerospace AG del 1992, nella attuale produzione Eurocopter.
Oltre agli elicotteri di produzione Eurocopter e dei loro predecessori, una simile soluzione venne adottata dal prototipo dell'elicottero da ricognizione e attacco Boeing-Sikorsky RAH-66 Comanche, adottato anche per le caratteristiche stealth offerte dalla soluzione, progetto abbandonato nel 2004 per problemi di bilancio.
Il termine Fenestron, oltre ad essere utilizzato comunemente per identificare il componente, è un marchio registrato dall'Eurocopter, benché nel dialetto provenzale si riferisca alle piccole finestre presenti nelle abitazioni.

## Caratteristiche tecniche
Al contrario di un rotore di coda tradizionale che adotta normalmente da due a quattro pale, il fenestron ha tra le 8 e le 16 pale. Queste hanno un profilo con angolo variabile così da ridurre il rumore generato perché distribuito su diverse gamme di frequenza. Inoltre l'alloggiamento consente una maggiore velocità di rotazione che si traduce nell'esigenza di una minore superficie necessaria per ogni pala.

### Vantaggi
- Maggiore sicurezza per il personale a terra nelle vicinanze della parte posteriore. Inoltre la minore dimensione permette il posizionamento più elevato del fenestron preservando l'elicottero dal risucchio di materiale presente a terra quali piccoli oggetti o pietrisco.

- Sostanziale diminuzione del rumore grazie alla inclusione delle pale in una struttura ed al loro maggior numero che si riflette anche in una riduzione delle vibrazioni.

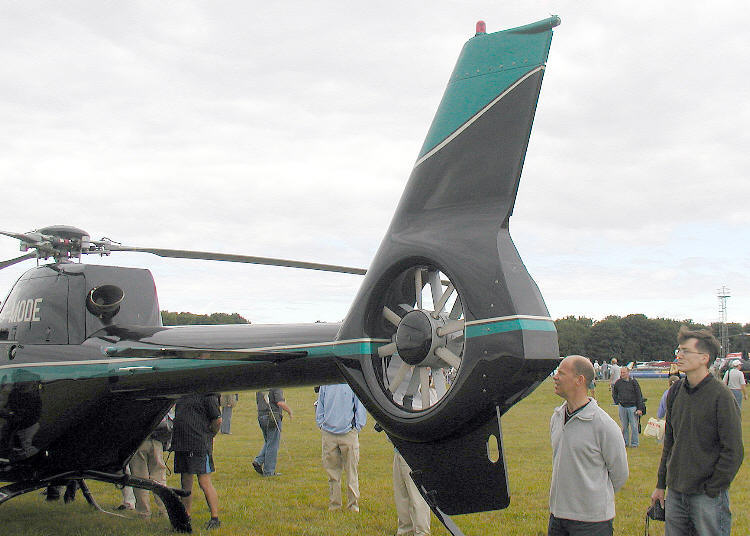
Il Fenestron di un Eurocopter EC120B

- Minore resistenza all'avanzamento dell'elicottero, con sensibile risparmio di potenza.

### Svantaggi
- A causa della maggior massa dovuta, oltre che alle caratteristiche tecniche, anche a un riduttore di velocità di maggiori dimensioni e complessità, il fenestron utilizza una quantità maggiore di potenza di un rotore di coda tradizionale o del sistema NOTAR.

- Lo svantaggio che caratterizza tutte le ventole intubate in raffronto alle normali eliche, ovvero un peso e una resistenza maggiori, un più elevato costo di produzione ed una maggiore potenza occorrente a parità di spinta ottenuta.

## Elicotteri
- Airbus Helicopters H145
- Aérospatiale SA 341 Gazelle
- Aérospatiale Dauphin
- Boeing-Sikorsky RAH-66 Comanche
- Eurocopter EC 120 Colibri
- Eurocopter EC 130
- Eurocopter EC 135
- Eurocopter EC 635
- Eurocopter Panther
- Guimbal Cabri G2
- Harbin Z-9 Haitun
- Harbin Z-19
- Kamov Ka-60
- Kawasaki OH-1